# سونی اریکسون دبلیو۲۰۵
سونی اریکسون دبلیو۲۰۵ (به انگلیسی: Sony Ericsson W205)، یک‌نمونه از گوشی‌های تلفن همراه سری دبلیو (به انگلیسی: W) شرکت سونی اریکسون می‌باشد که توسط همین شرکت به بازار عرضه شده‌است.